# 诺沃肖洛夫斯科耶

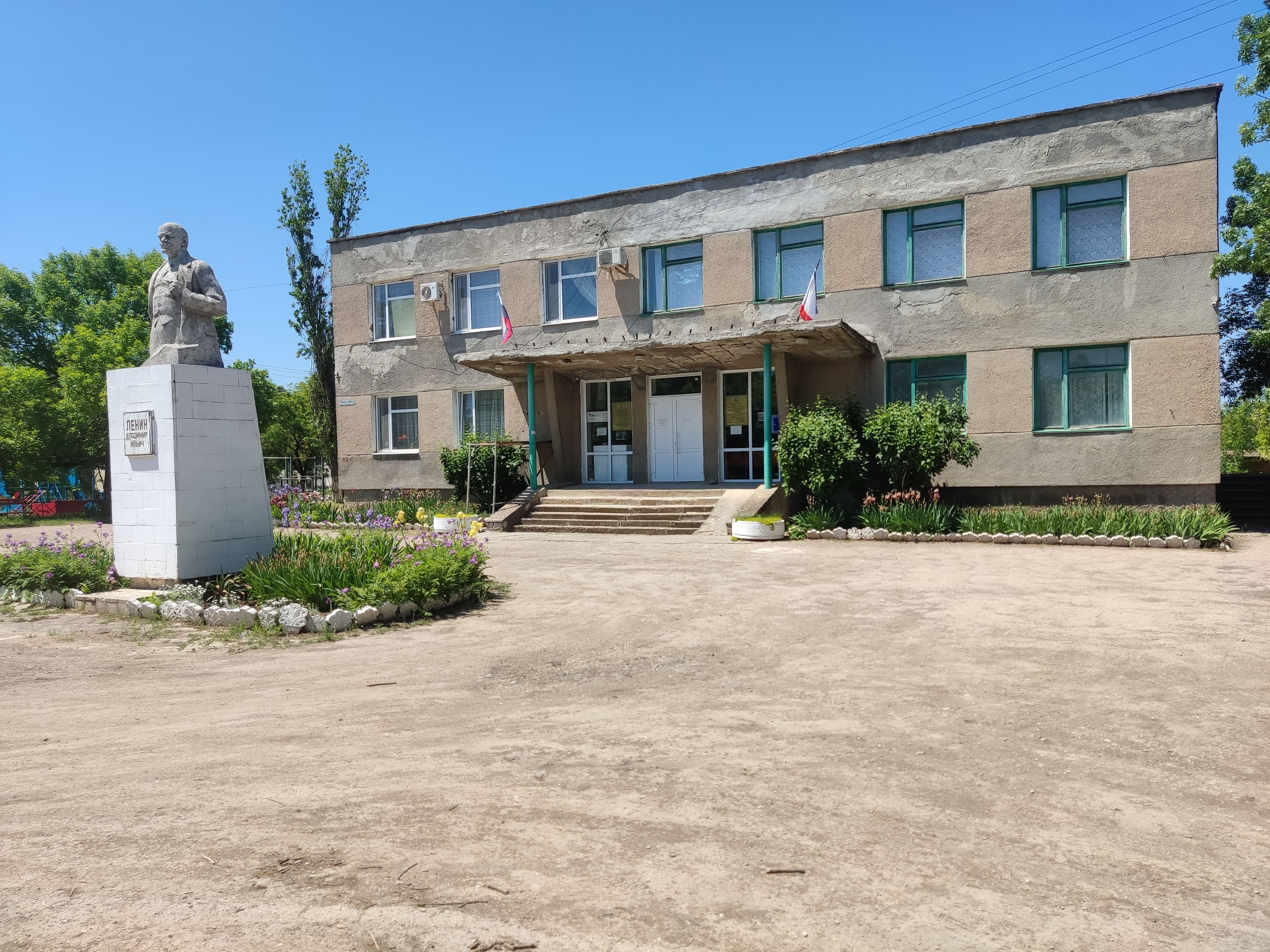
列宁雕像及政府楼

45°26′30″N 33°35′57″E / 45.44167°N 33.59917°E
诺沃塞利夫斯凱 (烏克蘭語：Новоселівське)，又按俄语名譯為诺沃肖洛夫斯科耶，法理上是乌克兰克里米亚自治共和国西部彼列科普区的市级镇，但事实上是俄罗斯克里米亞共和國拉兹多利诺耶区的市级镇。該鎮距離叶夫帕托里亚33公里，海拔高度76米，該市級鎮是農業中心，2013年人口3,415。